# Ränneslövs församling
Ränneslövs församling var en församling i Göteborgs stift. Församlingen uppgick 2002 i Ränneslöv-Ysby församling.
Församlingskyrka var Ränneslövs kyrka.

## Administrativ historik
Församlingen har medeltida ursprung. Församlingen var till 2002 moderförsamling i pastoratet Ränenrslöv och Ysby. Församlingen uppgick 2002 i Ränneslöv-Ysby församling..
Församlingskod var 138107 